# Alien (Software)
alien ist ein Unix-Programm, das zur Konvertierung verschiedener Paket-Dateiformate benutzt wird.
Alien steht unter der GNU General Public License (GPL, Version ≥2) als freie Software zur Verfügung. Es wurde ursprünglich von dem Debian-Entwickler Christoph Lameter geschrieben.
Der Code zum Konvertieren von RPM-Format zum Debian-Format entstammt einer Software namens Martian (englisch für Mars-Bewohner), an die auch der name Alien (englisch für fremd, Fremdling, Außerirdischer) erinnert.
Es beherrscht Konvertierungen von und in Red Hats RPM-, Debians deb-, Stampedes slp-, Slackwares tgz- und Solaris’ pkg-Format. Pakete können nach der Erzeugung auch gleich automatisch installiert werden. Auch in den Paketen eingebettete Installationsskripte können umgewandelt werden, was jedoch fehleranfällig ist.
Die Formatkonvertierung ist im Allgemeinen nicht verlustfrei oder kann gelegentlich zu fehlerhaften Paketen führen, weswegen eine genauere Prüfung der erzeugten Pakete nach jedem Aufruf von alien zu empfehlen ist.